# Colin Kaepernick
Colin Kaepernick (* 3. listopadu 1987 Milwaukee) je hráč amerického fotbalu, který působil jako quarterback v klubu San Francisco 49ers.
Jeho otec je Afroameričan a matka je italského původu, vychovali ho adoptivní rodiče, po kterých nosí své příjmení. Jako student vynikal v baseballu i americkém fotbale, který začal v roce 2007 hrát za univerzitní tým Nevada Wolf Pack, v letech 2008 a 2010 získal cenu pro nejlepšího ofenzivního hráče Západní konference. V roce 2011 se stal hráčem National Football League, když ho draftovali San Francisco 49ers. V roce 2013 pomohl San Franciscu k účasti v Super Bowlu. V červnu 2014 s ním klub uzavřel šestiletou smlouvu na 126 milionů dolarů, což ho zařadilo mezi šestici nejlépe placených quarterbacků v lize.
Nehodlám vstát, abych ukázal hrdost ve vlajku za zemi, která utlačuje černochy a barevné. Pro mě je toto větší než americký fotbal a bylo by pro mě sobecké to přehlížet – jedni leží [zastřelení] na ulicích a jiným [policistům] tato vražda prochází.
Kaepernick při vysvětlení, proč při hymně nestál v pozoru
Při přípravném zápase v srpnu 2016 odmítl Kaepernick povstat při americké hymně, své gesto vysvětlil podporou mírovému protestu proti policejní brutalitě. Jeho čin vyvolal značnou nevoli, hráč si však za svým protestem stojí, pouze se (po konzultaci s jedním veteránem) rozhodl napříště místo sezení při hymně pokleknout. Klub oznámil, že Kaepernicka za jeho postoj nepotrestá, k bojkotu hymny se později přidali i další hráči. Jeho protest se vyhrotil, zmedializoval, rozdělil společnost (cca 60-70 % s jeho klečením nesouhlasí), a Kaepernickovi se za to dostalo i výhrůžek smrtí. Během prezidentské předvolební kampaně se o tom zmínil i Donald Trump, který Kaepernika a ostatní klečící hráče několikrát označil za zbabělce, veřejně jim nadával, a jejich klečení označil za nevlastenecké, nerespektující Spojené státy a vlastence, kteří za zemi padli. K tomu doporučil vlastníkům fotbalových klubů, aby tyto hráče vyhodili. V září 2018 společnost Nike, k 30. výročí jejího sloganu "Just Do It", s Kaepernickem udělala reklamní kampaň s claimem „Věřit něčemu, i kdyby to znamenalo obětovat vše.“ Kaepernick se začal od kontroverze z roku 2016 angažovat v aktivismu – zejména ve finanční podpoře chudých a dle jeho slov rasově utlačovaných komunit. Na začátku roku 2018 se stal vyslancem ceny Svědomí Amnesty International.
Je věřícím křesťanem, od roku 2015 se hlásí k veganství. Jeho přítelkyní je moderátorka stanice MTV Nessa Diab.